# Mistrzostwa Świata U-19 w Rugby Union Mężczyzn 1986
Mistrzostwa Świata U-19 w Rugby Union Mężczyzn 1986 – osiemnaste mistrzostwa świata U-19 w rugby union mężczyzn zorganizowane przez FIRA, które odbyły się w Bukareszcie w dniach od 24 do 30 marca 1986 roku.

## Klasyfikacja końcowa

### Grupa A
| Miejsce | Reprezentacja  |
| ------- | -------------- |
| 1       | Francja U-19   |
| 2       | Włochy U-19    |
| 3       | Rumunia U-19   |
| 4       | ZSRR U-19      |
| 5       | Hiszpania U-19 |
| 6       | RFN U-19       |
| 7       | Polska U-19    |
| 8       | Belgia U-19    |

### Grupa B
| Miejsce | Reprezentacja   |
| ------- | --------------- |
| 1       | Portugalia U-19 |
| 2       | Szwajcaria U-19 |
| 3       | Tunezja U-19    |
| 4       | Jugosławia U-19 |